# Krzysztof Koehler
Krzysztof Koehler (ur. 25 lipca 1963 w Częstochowie) – polski poeta, historyk literatury, krytyk literacki, eseista, scenarzysta i librecista. Profesor nauk humanistycznych.

## Życiorys
W latach 80. studiował filologię polską na Uniwersytecie Jagiellońskim w Krakowie, gdzie też doktoryzował się (literatura staropolska). Pracę habilitacyjną poświęcił Stanisławowi Orzechowskiemu. W 2019 roku uzyskał tytuł profesora nauk humanistycznych.
Współpracownik pism „Arcana”, „Pressje” i „Fronda”. Autor dziesięciu tomów wierszy. Za tom Od morza do morza nominowany do Nagrody Poetyckiej im. K.I. Gałczyńskiego – Orfeusz (2012). Zaliczany do pokolenia „brulionu”. Od poetyckiego debiutu w 1990 uchodzi za klasycystę cierpko komentującego dokonania młodej poezji polskiej, powstałej pod znakiem „barbaryzmu”. Z czasem też zaczął podkreślać swe przywiązanie do chrześcijańskiego modelu literatury i kultury, których cel widział w podtrzymywaniu tradycyjnych wartości. W Posłowiu do wierszy z lat 1989–2019 za jedną z najważniejszych wartości jego twórczości uznano oryginalność i nowatorstwo formalne: „choć w pejzażach Koehlera często odnajdziemy wiele uroku, nie jest jednak poeta malarzem dawnych formatów, klasycystą poprzez ponowienie. Raczej – romantycznym buntownikiem, „partyzantem prawdy”, wreszcie zaś – „obcym ciałem” na tle uładzonych, podręcznikowych prób opisu polskiej poezji współczesnej. Rozpiętość form i gatunków sytuuje się tutaj pomiędzy krańcowo odmiennymi biegunami ekspresji”. 
Wykładał na Uniwersytecie Jagiellońskim oraz w Akademii „Ignatianum” w Krakowie. Z Telewizją Polską współpracuje od 1994 jako redaktor tygodnika „Goniec Kulturalny”, a następnie współredaktor programu „Po godzinach” w TVP1 oraz Wędrowiec polski przybliżającego historię i tradycję różnych regionów Polski. Jest współautorem kilku filmów dokumentalnych, m.in.: „Sarmacja, czyli Polska”, „Adam Mickiewicz”, „Macie swojego poetę” (opowieść biograficzna o Mikołaju Sępie Szarzyńskim). W latach 2006–2011 dyrektor kanału TVP Kultura. Od 2009 r. członek Społecznego Komitetu Odnowy Zabytków Krakowa (SKOZK). W latach 2016-2024 był  wicedyrektorem Instytutu Książki. Obecnie zatrudniony jako profesor nadzwyczajny Uniwersytetu Kardynała Stefana Wyszyńskiego w Warszawie. 
W 2017 został wyróżniony Nagrodą Identitas za książkę Palus Sarmatica. W 2020 otrzymał Nagrodę Literacką Czterech Kolumn za całokształt twórczości ostatniego trzydziestolecia (1989-2019).
W 2022 nakładem Wydawnictwa Uniwersytetu Łódzkiego ukazała się monografia Jakuba Beczka Koehler. Uczestnictwo. W 2023 nakładem Instytutu Literatury w Krakowie ukazała się książka Ireneusza Staronia Fuga i rap. O poezji Krzysztofa Koehlera z lat 1986-1998. Z kolei w 2024 Wydawnictwo Prymat i Uniwersytet w Białymstoku opublikowały monografię Staronia Trzecia część wiersza. O wielogłosowej poezji Krzysztofa Koehlera po roku 2000.

## Życie osobiste
Żonaty z Kingą Koehler, ma dwie córki: Olgę (ur. 1989) i Annę (ur. 1998). Mieszka w Krakowie.

## Twórczość

### Książki autorskie
- Wiersze, Oficyna Literacka, Kraków 1990
- Przyszli barbarzyńcy, Oficyna Literacka, Kraków 1991 (współautor; u góry okładki inicjały: "b. g. wstajmfśke" - zestawienie inicjałów nazwisk autorów. Autorzy: Marcin Świetlicki, Jakub Ekier, Artur Grabowski, Wojciech Wilczyk, Robert Tekieli, Paweł Filas, Manuela Gretkowska, Marcin Baran, Krzysztof Koehler, Marzena Broda, Paweł Górecki, Maciej Maleńczuk, Krzysztof Jaworski)
- Nieudana pielgrzymka, Brulion, Kraków-Warszawa 1993 (wiersze)
- Partyzant prawdy, Arcana/Fundacja Brulionu, Kraków-Warszawa 1996 (wiersze)
- Na krańcu długiego pola i inne wiersze z lat 1988–1998, Fronda, Warszawa 1998
- Słuchaj mię, Sauromatha. Antologia poezji sarmackiej, Arcana, Kraków 2002
- Trzecia część Wydawnictwo Literackie, Kraków 2003 (wiersze)
- Stanisław Orzechowski i dylematy humanizmu renesansowego, Arcana/Uniwersytet Kardynała Stefana Wyszyńskiego, Kraków-Warszawa 2004
- Domek szlachecki w literaturze polskiej epoki klasycznej, Collegium Columbinum, Kraków 2005
- Porwanie Europy, Towarzystwo Przyjaciół Sopotu, Sopot 2008 (wiersze)
- Od morza do morza, Wydawnictwo Wojewódzkiej Biblioteki Publicznej i Centrum Animacji Kultury, Poznań 2011 (wiersze)
- Boży podżegacz. Opowieść o Piotrze Skardze, Wydawnictwo Sic!, Narodowe Centrum Kultury, Warszawa 2012
- Antologia, wstęp Maciej Urbanowski, Kolekcja Hachette, Warszawa 2013 (wiersze)
- Moby Dick, libretto, opera-misterium w 4 aktach, reżyseria Eugeniusz Knapik, Teatr Wielki – Opera Narodowa 2014
- Wnuczka Raguela, Wydawnictwo M, Kraków 2014 (powieść)
- Palus Sarmatica, Muzeum Historii Polski, Wydawnictwo Sic!, Warszawa 2016
- Rzeczpospolita. Obywatelskość. Wolność. Szkice o polskim pisarstwie politycznym XVI wieku, Narodowe Centrum Kultury, Warszawa 2016
- Kraj Gerazeńczyków, Arcana, Kraków 2017 (wiersze)
- Obce ciało. Wiersze z lat 1989–2019, posłowie Ireneusz Staroń, Państwowy Instytut Wydawniczy, Warszawa 2019 (wiersze)
- Punkty krystalizacji. Szkice o literaturze staropolskiej, Wydawnictwo Księgarnia Akademicka, Kraków 2020
- Święte wiosny, Państwowy Instytut Wydawniczy, Warszawa 2021 (wiersze)

### Opracowania, prace redakcyjne (wybór)
- Słuchaj mię, Sauromatha. Antologia poezji sarmackiej, Wydawnictwo Arcana, Kraków 2002 (opracowanie)
- Stanisława Orzechowskiego i Augustyna Rotundusa Debata o Rzeczypospolitej, Wyższa Szkoła Filozoficzno-Pedagogiczna "Ignatianum" - Wydawnictwo WAM, Kraków 2009 (wstęp i opracowanie; tłumaczenia z języka łacińskiego Elwira Buszewicz)
- Krzysztofa Warszewickiego i Anonima uwagi o wolności szlacheckiej, Wyższa Szkoła Filozoficzno-Pedagogiczna "Ignatianum" - Wydawnictwo WAM, Kraków 2010 (redakcja)
- De Europa. Myśli o Starym Kontynencie, Ministerstwo Spraw Zagranicznych, Warszawa 2012 (wybór i opracowanie)
- Stanisława Orzechowskiego i Andrzeja Frycza Modrzewskiego spór o wiarę. "Frycz" St. Orzechowskiego oraz "Prosta opowieść" i "Orzechowski" A. F. Modrzewskiego, Wyższa Szkoła Filozoficzno-Pedagogiczna "Ignatianum" - Wydawnictwo WAM, Kraków 2013 (wstęp i opracowanie; tł. Kaja Stompór-Lesiecka)
- Rok 1573. Dokonania przodków sprzed 440 lat, Wydawnictwo Naukowe UKSW, Warszawa 2014 (redakcja: Jan Dzięgielewski, Krzysztof Koehler, Dorota Muszytowska)
- Kronika za Zygmunta Augusta w Knyszynie zmarłego roku 1572 i inne dokumenty polityczne z czasów pierwszego bezkrólewia. Vol. 1, Od lipca 1572 do marca 1573, Wyższa Szkoła Filozoficzno-Pedagogiczna "Ignatianum" - Wydawnictwo WAM, Kraków 2016 (wstęp i opracowanie)
- Saligia. Człowiek w kryzysie, Centrum Myśli Jana Pawła II Instytucja Kultury m.st. Warszawy, Warszawa 2016 (redakcja)
- Wacław Potocki. W 400-lecie urodzin poety, Wydawnictwo Naukowe UKSW, Warszawa 2023 (redakcja Krzysztof Koehler, Dariusz Chemperek)
- Wacław Potocki, Żadna nie ma rzecz przymierza z czasem, Państwowy Instytut Wydawniczy, Warszawa 2024 (wybór i wstęp; wiersze)

### Tłumaczenia
- Alejandro A. Chafuen, Chrześcijanie za wolnością. Ekonomia późnoscholastyczna, Wydawnictwo Arcana, Kraków 2002 (przełożyli Kinga i Krzysztof Koehlerowie; wstęp Michael Novak)
- Alejandro A. Chafuen, Wiara i wolność. Myśl ekonomiczna późnych scholastyków, Wydawnictwo Arwil, Warszawa 2007 (z języka angielskiego przełożyli Kinga i Krzysztof Koehlerowie oraz Borys Walczyna)

## Telewizja
- 1994: „Goniec Kulturalny” – współredaktor programu
- „Po godzinach” w TVP1 – współredaktor programu

## Filmografia
- 1996: Sarmacja, czyli Polska – scenariusz
- 1996: Maria Konopnicka – scenariusz
- Adam Mickiewicz – scenariusz
- 1999: Macie swojego poetę – scenariusz
- 2009: Dekalog 89 – redakcja

## Teatr TV
- 1994: Biesiada Sarmacka – scenariusz
- 1996: Pieśni postu świętego z dawnych polskich poetów zebrane – scenariusz